# Eleição municipal do Crato em 2012
A eleição municipal de 2012 em Crato aconteceu em 7 de outubro de 2012, com o objetivo de eleger prefeito e vice-prefeito da cidade e membros da Câmara de Vereadores.
O prefeito titular era Samuel Araripe, do PSDB, que terminaria seu mandato em 31 de dezembro de 2012 e não poderia concorrer à reeleição. Quatro candidatos concorreram à prefeitura do Crato. Ronaldo Matos, do PMDB, foi eleito com 59,87% dos votos.

## Candidatos
Nota: a tabela a seguir está organizada por ordem alfabética de candidatos.
| Prefeito(a)   | Prefeito(a) | Prefeito(a) | Vice-prefeito(a)       | Vice-prefeito(a) | Vice-prefeito(a) | Coligação                                                                                           | Nº |
| Candidato(a)  | Partido     | Partido     | Candidato(a)           | Partido          | Partido          | Coligação                                                                                           | Nº |
| ------------- | ----------- | ----------- | ---------------------- | ---------------- | ---------------- | --------------------------------------------------------------------------------------------------- | -- |
| Cícero França |             | PV          | George Macário         |                  | PV               | "União Pelo Crato" (PV / PTN / DEM / PSDB)                                                          | 43 |
| Marcos Cunha  |             | PT          | Pedro Lobo             |                  | PT               | Sem coligação                                                                                       | 13 |
| Ronaldo Matos |             | PMDB        | Raimundo Bezerra Filho |                  | PPS              | "É a Vez do Povo" (PMDB / PPS / PTB / PSL / PR / PCdoB)                                             | 15 |
| Sineval Roque |             | PSB         | Mauricio Almeida       |                  | PP               | "O Melhor Para o Crato Avançar" (PSB / PP / PRB / PDT / PSC / PRTB / PMN / PTC / PRP / PSD / PTdoB) | 40 |

## Resultados

### Prefeito
| Partido | Partido | Candidato     | Votos  | Votos (%) |
| ------- | ------- | ------------- | ------ | --------- |
|         | PMDB    | Ronaldo Matos | 39 285 | 59,87%    |
|         | PV      | Cícero França | 14 635 | 22,3%     |
|         | PT      | Marcos Cunha  | 7 315  | 11,15%    |
|         | PSB     | Sineval Roque | 4 386  | 6,68%     |
| Totais  | Totais  | Totais        | 65 621 |           |
| Fonte:  |         |               |        |           |

### Vereadores eleitos
| Candidato(a)      | Partido | Votação     | Votação |
| Candidato(a)      | Partido | Porcentagem | Total   |
| ----------------- | ------- | ----------- | ------- |
| Tiago Esmeraldo   | PP      | 2,90%       | 1.946   |
| Guri              | PV      | 2,73%       | 1.828   |
| Luis Carlos       | PSL     | 2,69%       | 1.805   |
| Jales Velloso     | PTN     | 2,13%       | 1.430   |
| Guer              | PSDB    | 2,11%       | 1.414   |
| Fernando Brasil   | PSB     | 2,05%       | 1.371   |
| Darcio Luiz       | PSDB    | 1,85%       | 1.239   |
| Henrique Leite    | PV      | 1,80%       | 1.203   |
| Bebeto            | PTN     | 1,79%       | 1.199   |
| Nagila            | PSD     | 1,63%       | 1.089   |
| Nando             | PTB     | 1,60%       | 1.073   |
| Espedito Ancelmo  | PTN     | 1,49%       | 1.000   |
| Pedro Alagoano    | PSB     | 1,47%       | 987     |
| Galego            | PMDB    | 1,46%       | 980     |
| Marquim           | PMDB    | 1,46%       | 975     |
| Luciano Saraiva   | PSL     | 1,33%       | 894     |
| Paulo de Tarso    | PMDB    | 1,25%       | 840     |
| Amadeu de Freitas | PT      | 0,91%       | 610     |
| Celso dos Frangos | PP      | 0,78%       | 520     |